# 微笑みに乾杯
「微笑みに乾杯」（ほほえみにかんぱい）は、日本のロックバンドである安全地帯の楽曲。
1988年8月25日にKitty Recordsから19枚目のシングルとしてリリースされた。前作「I Love Youからはじめよう」（1988年）よりおよそ2か月ぶりにリリースされたシングルであり、作詞は松井五郎、作曲は玉置浩二、編曲は安全地帯および星勝が担当している。すれ違いがありながらも前向きに進もうとする恋人同士を描いた楽曲であり、安全地帯の活動休止と同時期であったためにファンの間では様々な臆測を呼ぶこととなった。
本作は玉置が出演したJT「SOMETIME MIASS」のコマーシャルソングとして使用された。CMのキャッチコピーは「装う メンソール」。オリコンシングルチャートでは最高位6位となった。本作はオリジナル・アルバムには未収録となり、ベスト・アルバム『I Love Youからはじめよう -安全地帯BEST-』（1988年）にて初収録となった。

## 背景
6枚目のアルバム『安全地帯VI〜月に濡れたふたり』（1988年）リリース後、安全地帯は同年4月より7月23日の香港コロシアムまで「MIASS CONCERT 安全地帯VI」と題したコンサートツアーを17都市全24公演にて実施した。本作リリースの前日となる8月24日にはフジテレビ系音楽番組『夜のヒットスタジオDELUXE』（1985年 - 1989年）に出演、「より良い音楽をやりたいので、少しの間だけ時間を下さい」と安全地帯の活動休止を発表した。翌日の本作リリースを以って8月25日に安全地帯は活動休止となった。この活動休止に対し、矢萩渉は「それでもなにかやり残しているという閉塞感を残した」とコメントしている。安全地帯メンバーはこの後2年間それぞれがソロ活動を行うこととなった。

## 音楽性と歌詞
ベスト・アルバム『ALL TIME BEST』（2017年）の楽曲解説では、恋人同士によるすれ違いがありながらも思い出を振り切って前に進むことを決意した歌詞について、「シンプルがゆえに、聴き手の想像力を掻き立てる」と表現し、また、「彼女を微笑みで送り出す」という歌詞の内容がバンドの活動休止とイメージが重なっているためにファンの間では様々な臆測が飛び交うこととなった。

## リリース、メディアでの使用、チャート成績
本作は1988年8月25日にKitty Recordsより7インチレコードと8センチCDの2形態でリリースされた。本作はJT「SOMETIME MIASS」のコマーシャルソングとして使用された。
安全地帯のシングルとしては最後の7インチレコードでのリリースとなり、1989年1月8日より元号が昭和から平成へと改元されたため、本作が昭和最後のシングルとなった。オリコンシングルチャートにおいて最高位6位、登場週数は10回で売り上げ枚数は8.4万枚となった。本作の売り上げ枚数は安全地帯のシングル売上ランキングにおいて15位となった。

## ライブ・パフォーマンス
表題曲は、前述の『夜のヒットスタジオDELUXE』以外に、1988年8月26日に放送されたテレビ朝日系音楽番組『ミュージックステーション』（1986年 - ）においても歌唱されているが、いずれも玉置が単独で出演しピアノとストリングスによるアレンジ・バージョンで披露された。

## カバー
- 森川美穂 - カバー・アルバム『another Face - tribute to Goro Matsui + Koji Tamaki -』（2019年）に収録。
- レオン・ライ（黎明） - 広東語バージョン、「黎明前的浪漫」のタイトルでアルバム『I ♥ U OK?』（1992年）に収録。

## シングル収録曲
| 全作詞: 松井五郎、全作曲: 玉置浩二。 |                      |           |            |                      |      |
| #                                    | タイトル             | 作詞      | 作曲・編曲 | 編曲                 | 時間 |
| 1.                                   | 「微笑みに乾杯」     | 松井五郎  | 玉置浩二   | 安全地帯 星勝        | 4:37 |
| 2.                                   | 「ナンセンスだらけ」 | 松井五郎  | 玉置浩二   | 安全地帯 星勝 BAnaNA | 3:37 |
| 合計時間:                            | 合計時間:            | 合計時間: | 8:14       |                      |      |

## リリース履歴
| No. | 日付          | レーベル      | 規格              | 規格品番            | 最高順位 | 備考 |
| --- | ------------- | ------------- | ----------------- | ------------------- | -------- | ---- |
| 1   | 1988年8月25日 | Kitty Records | 7インチ 8センチCD | 7DS 0200 H10K-30015 | 6位      |      |

## 収録アルバム
「微笑みに乾杯」
- 『I Love Youからはじめよう -安全地帯BEST-』（1988年）
- 『安全地帯 テーマソングス』（1995年）
- 『TREASURE COLLECTION』（1999年）
- 『安全地帯 COMPLETE BEST』（2005年）
- 『The Ballad House〜Just Old Fashioned Love Songs〜』（2012年） - リアレンジ及びリレコーディングにて収録。
- 『ALL TIME BEST』（2017年）

「ナンセンスだらけ」
- 『安全地帯 アナザー・コレクション -アルバム未収録曲集-』（1994年）